# Basilisk (kanon)

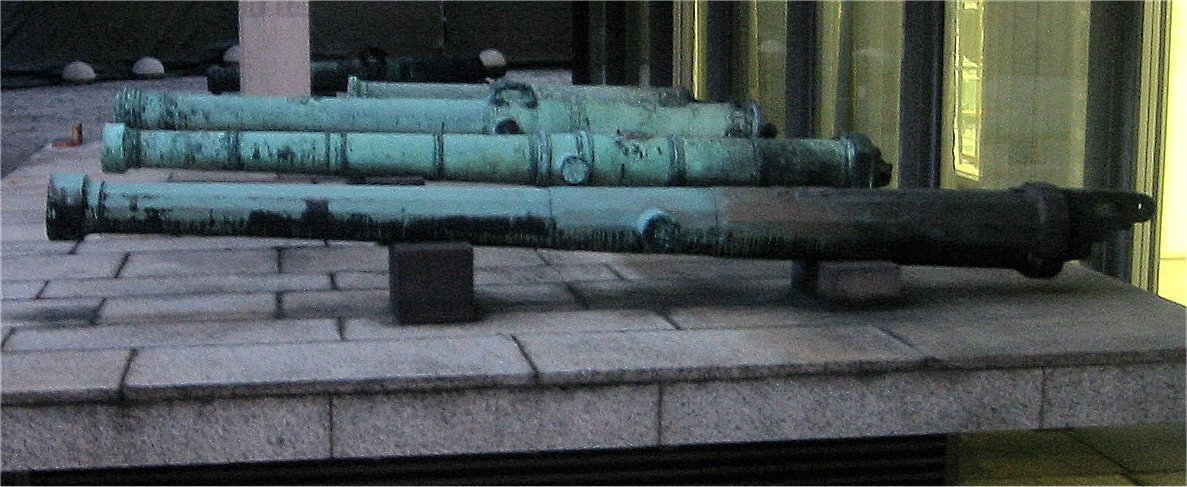
Basilisker, Nationalmuseum i Nürnberg.

Basilisk var en typ av kanon med långt eldrör som användes på 1400- och 1500-talen.
Det blev tidigt vanligt att ge de olika slagen av kanoner namn efter rovfåglar, ormar och fabeldjur. Stora och kraftfulla kanoner kallades ibland basilisker efter det eldsprutande fabeldjuret som kunde förlama med sin blick. Terminologin var inte särskilt enhetlig vid den här tiden och ganska olikartade kanoner kunde kallas basilisker. En källa anger följande mått för en basilisk:
- Kaliber: 5 tum (ca 13 cm)
- Vikt: 4 000 pund (ca 1 800 kg)
- Kulans vikt: 14 pund (ca 6,3 kg)
- Krutladdning: 9 pund (ca 4 kg)

Andra källor nämner basilisker med ännu större mått.
Speciellt för basiliskerna var deras långa eldrör som kunde vara mer än 7 meter långt. Längden gjorde att krutladdningens kraft togs bättre tillvara och att träffsäkerheten ökade. Just kanonens stora längd och vikt var emellertid också en nackdel eftersom den därigenom var svår att transportera.